# Deois sexpunctata
Deois sexpunctata is een halfvleugelig insect uit de familie schuimcicaden (Cercopidae). De wetenschappelijke naam van deze soort is voor het eerst geldig gepubliceerd in 2004 door Carvalho & Webb.